# Дорога школяров
«Доро́га школяро́в» (фр. Le chemin des écoliers) — итало-французский художественный фильм по одноимённому роману Марселя Эме. Премьера фильма состоялась 23 сентября 1959 года во Франции. Фильм просмотрело во Франции 2,52 млн зрителей.

## Сюжет
Действие фильма происходит во время Второй мировой войны в северной части Франции, оккупированной Германией. Главный герой, Антуан, учится в школе, и его всё ещё считают ребёнком. Вот только он уже вполне взрослый и самостоятельный. Антуан завёл себе любовницу Иветту, взрослую замужнюю женщину, муж которой находится в нацистском лагере. Чтобы иметь деньги, он вместе со своим приятелем Полем начинает торговать продуктами питания на «чёрном рынке» и неплохо зарабатывает. Вот и приходится Антуану, опасаясь своего чересчур честного отца, вести двойную жизнь, быть то обычным старшеклассником, то преуспевающим деловым человеком.

## В ролях
- Ален Делон — Антуан Мишу, старшеклассник
- Бурвиль — Шарль Мишу, отец Антуана
- Жан-Клод Бриали — Поль Тьерселен, друг Антуана
- Лино Вентура — Тьерселен, отец Поля, ресторатор и делец «чёрного рынка»
- Франсуаза Арнуль — Иветта Гранмезон, подруга Антуана
- Пьер Монди — Лулу, друг Антуана и Поля
- Полетт Дюбо — Элен Мишу, мать Антуана
- Мартина Аве — Пьеретта Мишу, сестра Антуана
- Мишлин Люссьони — Соланж, секретарь Шарля Мишу
- Кристиан Люд — Оливье, помощник Шарля Мишу
- Жан Брошар — М. Кутелье
- Габи Бассет — Люсетт, сестра Поля
- Клод Кастэн — Доминик, помощник Тьерселена
- Мадлен Лебо — Флора, бывшая подруга Поля
- Сандра Мило — Ольга, проститутка
- Шарль Буйо — потребитель лавки Тьерселена (в титрах не указан)
- Пьер Колле — жандарм (в титрах не указан)
- Анри Куте — человек собирающий добровольцев (в титрах не указан)
- Жак Десаньо — потребитель (в титрах не указан)
- Марсель Рузе — миротворец (в титрах не указан)
- Ганс Вернер — немецкий офицер (в титрах не указан)
- Сильвен Розенберг — «Чу», дочь Иветт

В фильме также снималась Катрин Бриё.

## Съёмочная группа
- Режиссёр — Мишель Буарон
- Продюсер — Ральф Баум[фр.] (исполнительный продюсер)
- Сценаристы — Жан Оранш[фр.], Пьер Бост
- Оператор — Кристиан Матра
- Композитор — Поль Мизраки